# Kenneth Kennholt
Kenneth Hans Kennholt (* 13. ledna 1965, Södertälje) je bývalý švédský lední hokejista. Nastupoval především na postu obránce. Se švédskou reprezentací se stal mistrem světa v roce 1991 a v roce 1992. Má též stříbrnou medaili ze světového šampionátu v roce 1993. Zúčastnil se také olympijských her v Albertville roku 1992, kde Švédové skončili pátí. Celou svou kariéru strávil v domácích soutěžích. Nejvyšší švédskou soutěž hrál za Djurgårdens IF a HV71. S Djurgårdenem se stal třikrát mistrem Švédska (1989, 1990, 1991), jeden titul do sbírky přidal v dresu HV71 (1995). V základní části švédské ligy sehrál 363 zápasů, zaznamenal 169 kanadských bodů a dal 67 branek. V play-off pak přidal 66 utkání, 28 bodů a 12 gólů. V roce 1989 byl draftován Calgary Flames, ale NHL si nikdy nezahrál. Byl znám pro svou tvrdou střelu, která mu vysloužila přezdívku "Killer".